# Семененки
Семене́нки (бел. Сямёненкі) — озеро в Россонском районе Витебской области Белоруссии. Относится к бассейну реки Дрисса.

## Описание
Озеро Семёненки расположено в 17 км к юго-востоку от городского посёлка Россоны, в 1,5 км к западу от деревни Триполье.
Площадь поверхности водоёма составляет 0,25 км². Длина — 1,38 км, наибольшая ширина — 0,32 км. Длина береговой линии — приблизительно 4 км. Наибольшая глубина — 2,2 м, средняя — 1,6 м. Объём воды в озере — 0,39 млн м³. Площадь водосбора — 7,2 км².
Котловина лощинного типа, продолговатой формы, вытянутая с севера на юг. Склоны песчаные, покрытые лесом. Северные и южные склоны пологие, высотой до 1 м; восточные и западные — крутые, высотой 6—8 м. Береговая линия образует два узких залива на севере и юге. Берега низкие (высотой до 0,1 м), заболоченные, поросшие кустарником. Мелководье песчаное. Дно плоское, покрытое тонкодетритовым сапропелем.
Минерализация воды достигает 105 мг/л. Прозрачность — 0,7 м, цветность — до 260°. Озеро эвтрофное, слабопроточное. На севере впадает ручей, вытекающий из озера Глыбочено. На юге вытекает ручей, впадающий в озеро Межно.
Водоём зарастает вдоль берегов до глубины 1,5 м. Прибрежная надводная растительность образует полосу до 15 м шириной.
В воде обитают линь, карась, окунь, щука, плотва, лещ.